# Майк Менсфілд
Майкл Джозеф «Майк» Менсфілд (англ. Michael Joseph «Mike» Mansfield; нар. 16 березня 1903, Нью-Йорк — пом. 5 жовтня 2001, Вашингтон) — американський політик-демократ і дипломат. З 1953 по 1977 рр. він був сенатором США від штату Монтана, очолював сенатську більшість з 1961 по 1977 рр.

## Біографія
Менсфілд народився у Нью-Йорку, але його родина переїхала через кілька років після його народження до штату Монтана, де він виріс. З 1918 по 1922 рр. він служив в армії США. Менсфілд працював шахтарем і гірським інженером. У 1933 р. він закінчив Університет штату Монтана у Міссулі, отримав ступінь магістра у цьому ж університеті у 1934 р. З 1936 по 1937 рр. він також навчався у Каліфорнійському університеті у Лос-Анджелесі. З 1933 по 1942 рр. він був професором історії та політологію в Університеті штату Монтана. У 1943 році він був обраний членом Палати представників США.
Посол США в Японії з 1977 по 1988, після чого працював старшим радником у справах Східної Азії компанії Goldman Sachs.
У 1989 році він був народжений Президентською медаллю Свободи.
Майк Менсфілд помер 5 жовтня 2001 року у віці 98 років від серцевої недостатності у Вашингтоні. Він був похований на Арлінгтонському національному цвинтарі.